# Ivö klack
Ivö klack är ett naturreservat i Kristianstads kommun i Skåne län. Området är också skyddat enligt natura 2000.
Området är naturskyddat sedan 2016 och är 416 hektar stort. Naturreservatet är beläget i norra Skåne på Ivö, Skånes största ö. 
I reservatet reser sig urbergskullen med samma namn, Ivö klack, 134 meter över havet. Urberget utgörs av den 1,3 miljarder år gamla Vångagraniten som senare utsattes för kemisk vittring och omvandlades till kaolinlera. När leran efter hand spolades bort bildades en ojämn topografi i det ovittrade urberget. Under sen krita steg havet och kalksten avsattes. Under 1880-talet påbörjades brytning av kalksten och kaolin vid Blaksudden. Brytningen pågick till mitten av 1960-talet. Det finns idag flera lämningar som påminner om att det är ett gammalt industriområde. 
I det gamla kalk- och kaolinbrottet finns fossiler av de djur som bodde i området för miljontals år sedan. Bland annat ostron, sjöborrar och belemniter. Men också mer ovanliga fynd som tand- och skelettdelar från dinosaurier. 